# Episodi di Vita da strega (sesta stagione)
Questa voce contiene trame, dettagli e crediti dei registi e degli sceneggiatori della sesta stagione della serie televisiva Vita da strega.
Negli Stati Uniti, la serie andò in onda sulla ABC dal 18 settembre 1969 al 16 aprile 1970. In italiano la stagione è stata trasmessa su Telemontecarlo dal 25 maggio al 21 settembre 1979.
| nº | Titolo originale                           | Titolo italiano                      | Prima TV USA      | Prima TV Italia   |
| -- | ------------------------------------------ | ------------------------------------ | ----------------- | ----------------- |
| 1  | Samantha And The Beanstalk                 | Tabatha è gelosa                     | 18 settembre 1969 | 25 maggio 1979    |
| 2  | Samantha's Yoo-Hoo Maid                    | Una cameriera evanescente            | 25 settembre 1969 | 26 maggio 1979    |
| 3  | Samantha's Caesar Salad                    | Giulio Cesare in casa Stephens       | 2 ottobre 1969    | 27 maggio 1979    |
| 4  | Samantha's Curious Cravings                | Le curiose voglie di Samantha        | 9 ottobre 1969    | 27 maggio 1979    |
| 5  | And Something Makes Four                   | E con qualcosa fanno quattro         | 16 ottobre 1969   | 29 maggio 1979    |
| 6  | Naming Samantha's New Baby                 | Una scelta difficile                 | 23 ottobre 1969   | 30 maggio 1979    |
| 7  | To Trick Or Treat Or Not To Trick Or Treat | O offri o soffri                     | 30 ottobre 1969   | 31 maggio 1979    |
| 8  | A Bunny For Tabitha                        | Un coniglio per Tabatha              | 6 novembre 1969   | 1º giugno 1979    |
| 9  | Samantha's Secret Spell                    | La formula segreta                   | 13 novembre 1969  | 2 giugno 1979     |
| 10 | Daddy Comes For A Visit (1)                | L' orologio magico                   | 20 novembre 1969  | 3 giugno 1979     |
| 11 | Darrin, The Warlock (2)                    | Stregone per un giorno               | 27 novembre 1969  | 4 giugno 1979     |
| 12 | Samantha's Double Mother Trouble           | La filastrocca di Samanta            | 4 dicembre 1969   | 5 giugno 1979     |
| 13 | You're So Agreeable                        | La diplomazia di Darrin              | 11 dicembre 1969  | 6 giugno 1979     |
| 14 | Santa Comes To Visit And Stays And Stays   | Babbo Natale in casa Stephens        | 18 dicembre 1969  | 7 giugno 1979     |
| 15 | Samantha's Better Halves                   | Due Darrin per Samanta               | 1º gennaio 1970   | 8 giugno 1979     |
| 16 | Samantha's Lost Weekend                    | Le premure di Esmeralda              | 8 gennaio 1970    | 9 giugno 1979     |
| 17 | The Phrase Is Familiar                     | Il genio degli slogan                | 15 gennaio 1970   | 10 giugno 1979    |
| 18 | Samantha's Secret Is Discovered            | Com'è dura la vita di una strega     | 22 gennaio 1970   | 11 giugno 1979    |
| 19 | Tabitha's Very Own Samantha                | Una mamma tutta speciale per Tabatha | 29 gennaio 1970   | 12 giugno 1979    |
| 20 | Super Arthur                               | Zio Arthur Superman                  | 5 febbraio 1970   | 13 giugno 1979    |
| 21 | What Makes Darrin Run?                     | Quell'ambizioso di Darrin            | 12 febbraio 1970  | 14 giugno 1979    |
| 22 | Serena Stops The Show                      | Lo show di Serena                    | 19 febbraio 1970  | 15 giugno 1979    |
| 23 | Just A Kid Again                           | Ritorno all'infanzia                 | 26 febbraio 1970  | 16 giugno 1979    |
| 24 | The Generation Zap                         | Un'apprendista innamorata            | 5 marzo 1970      | 17 giugno 1979    |
| 25 | Okay, Who's The Wise Witch?                | Black-out della magia                | 12 marzo 1970     | 16 settembre 1979 |
| 26 | A Chance On Love                           | Un pretendente per Samanta           | 19 marzo 1970     | 17 settembre 1979 |
| 27 | If The Shoe Pinches                        | lo gnomo cattivo                     | 26 marzo 1970     | 18 settembre 1979 |
| 28 | Mona Sammi                                 | Il ritratto di Monna Samanta         | 2 aprile 1970     | 19 settembre 1979 |
| 29 | Turn On The Old Charm                      | Un amuleto anti-Endora               | 9 aprile 1970     | 20 settembre 1979 |
| 30 | Make Love, Not Hate                        | Il filtro d'amore                    | 16 aprile 1970    | 21 settembre 1979 |